# Soulaucourt-sur-Mouzon
Soulaucourt-sur-Mouzon là một xã thuộc tỉnh Haute-Marne trong vùng Grand Est đông bắc nước Pháp.